# بي في-1000
كاسيو بي في-1000 (بالإنجليزية: Casio PV-1000‎؛ باليابانية: ぴーぶいせん) هو مشغل ألعاب فيديو منزلي من الجيل الثالث صنعته كاسيو وصدر في اليابان في عام 1983. أوقف المشغل بعد أقل من عام من إصداره.

## التاريخ
صدر بي في-1000 في أكتوبر 1983. صدر حصريًا لليابان حيث بيع مقابل 14800 ين. فشلت كاسيو في تحقيق حصة كبيرة في السوق. وفقًا لموقع retrogames.co.uk، سُحِبَ المشغل بعد عدة أسابيع؛ بسبب انخفاض المبيعات.

### بي في-2000
صدر بي في-2000 بعد وقت قصير من إصدار بي في-1000. هو متوافق مع أجهزة تحكم بي في-1000 ولكن ليس مع ألعابه، حيث يتميز بهندسة مختلفة.
في نفس العام، أصدرت كاسيو مشغلين آخرين، وهما بي في-7 و بي في-16 وكانا عبارة عن حواسيب إم إس إكس.

## المواصفات التقنية
يشغل بي في-1000 بواسطة وحدة المعالجة المركزية زيلوغ زد 80، مع 2 كيلوبايت من ذاكرة الوصول العشوائي، مع 1 كيلوبايت مخصصة لذاكرة الوصول العشوائي للفيديو.[بحاجة لمصدر] يحتوي أيضًا على 1 كيلوبايت إضافية مخصصة لمولد الشخصيات. وفِرَت الرسومات بواسطة تكساس إنسترومنتس تي إم أس 9918، مما أدى إلى إنشاء دقة 256 × 192 بكسل مع 8 ألوان. يحتوي المشغل على شريحة إن إي سي D65010G031 المستخدمة لإخراج الفيديو والصوت. كان المشغل نظام يملك ثلاثة أصوات موجة مربعة مع 6 بتات للتحكم في الدالة.

## الألعاب
صدرت ثلاثة عشر لعبة فقط لكاسيو بي في-1000:
1. بويان
2. سوبر كوبرا
3. توعانخام
4. آميدار
5. ديغ دوغ
6. وارب أند وارب
7. توربين
8. غالاغا[ا]
9. باشينكو يو إف أو
10. فايتينغ باغ (المعروفة أيضًا باسم ليدي باغ)
11. سبيس بانيك
12. نوتي بوي
13. فرونت لايت[ا]
14. ديرتي تشاميليون
15. إكسايت ما جونغ

## الملاحظات
1. 1 2  لم تصدر اللعبتين رقم 8 و 13 مطلقًا. يشاع في كثير من الأحيان أنهما لعبتي غالاغا وفرونت لايت (والتان صُدِرَا على كاسيو بي في-2000).